# Conquista de la Sierra
Conquista de la Sierra – gmina w Hiszpanii, w prowincji Cáceres, w Estramadurze, o powierzchni 41,77 km². W 2011 roku gmina liczyła 207 mieszkańców.